# Liste lateinischer Phrasen
Diese Liste lateinischer Phrasen sammelt lateinische Phrasen, Sprichwörter und Redewendungen, beschreibt ihren Gebrauch und gibt, wo möglich, die Quellen an.
Lateinische Wendungen sind ihrerseits oft aus dem Altgriechischen übersetzt und erscheinen deshalb auch in der Liste griechischer Phrasen.
Viele dieser Phrasen werden in Fachsprachen als unübersetzte Versatzstücke weiter gebraucht und haben sogar Eingang in das allgemeine Kommunikationsrepertoire gefunden, bisweilen auch als Verballhornungen. Aufgenommen in diese Liste werden Wörter und Sätze, die entweder:
- im Rechtswesen heute noch gebräuchlich sind (z. B. In dubio pro reo),
- in der Medizin allgemein verwendet werden (z. B. Delirium tremens),
- im kirchlichen Bereich gebraucht werden (z. B. Habemus Papam),
- Bedeutung für die Philosophie haben (z. B. a priori),
- von literarischer Bedeutung sind (z. B. Arma virumque cano),
- von historischer Bedeutung sind (z. B. Imperium Romanum),
- als Motto für Staaten und Teilstaaten dienen (z. B. A mari usque ad mare)

oder
- in der populären Kultur weithin bekannt sind (z. B. Delirant isti Romani.)

und
- die Vorbilder für deutsche Sprichwörter waren (z. B. Duobus litigantibus tertius gaudet.)
- oder im Allgemeinen zum deutschen Wort- bzw. Sprachschatz gehören (z. B. et cetera)

Beispiele

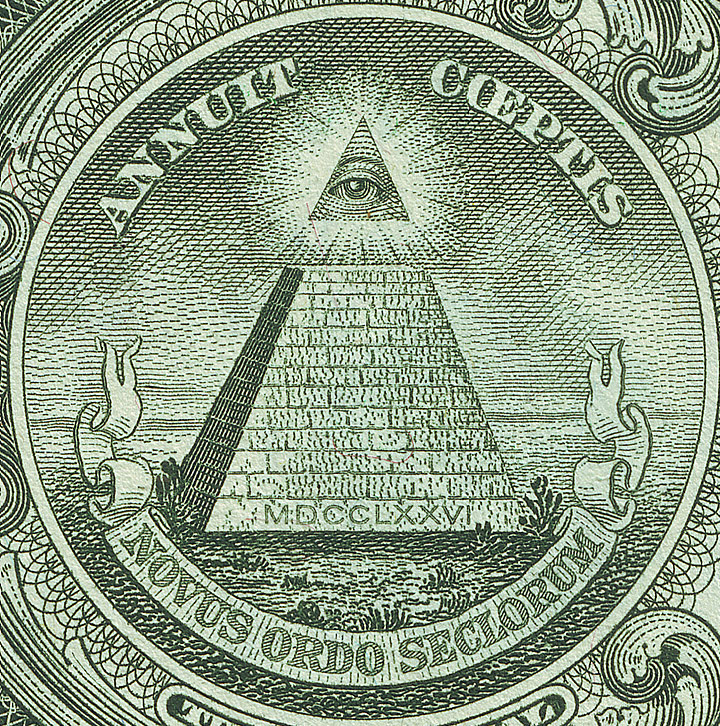
Annuit coeptis
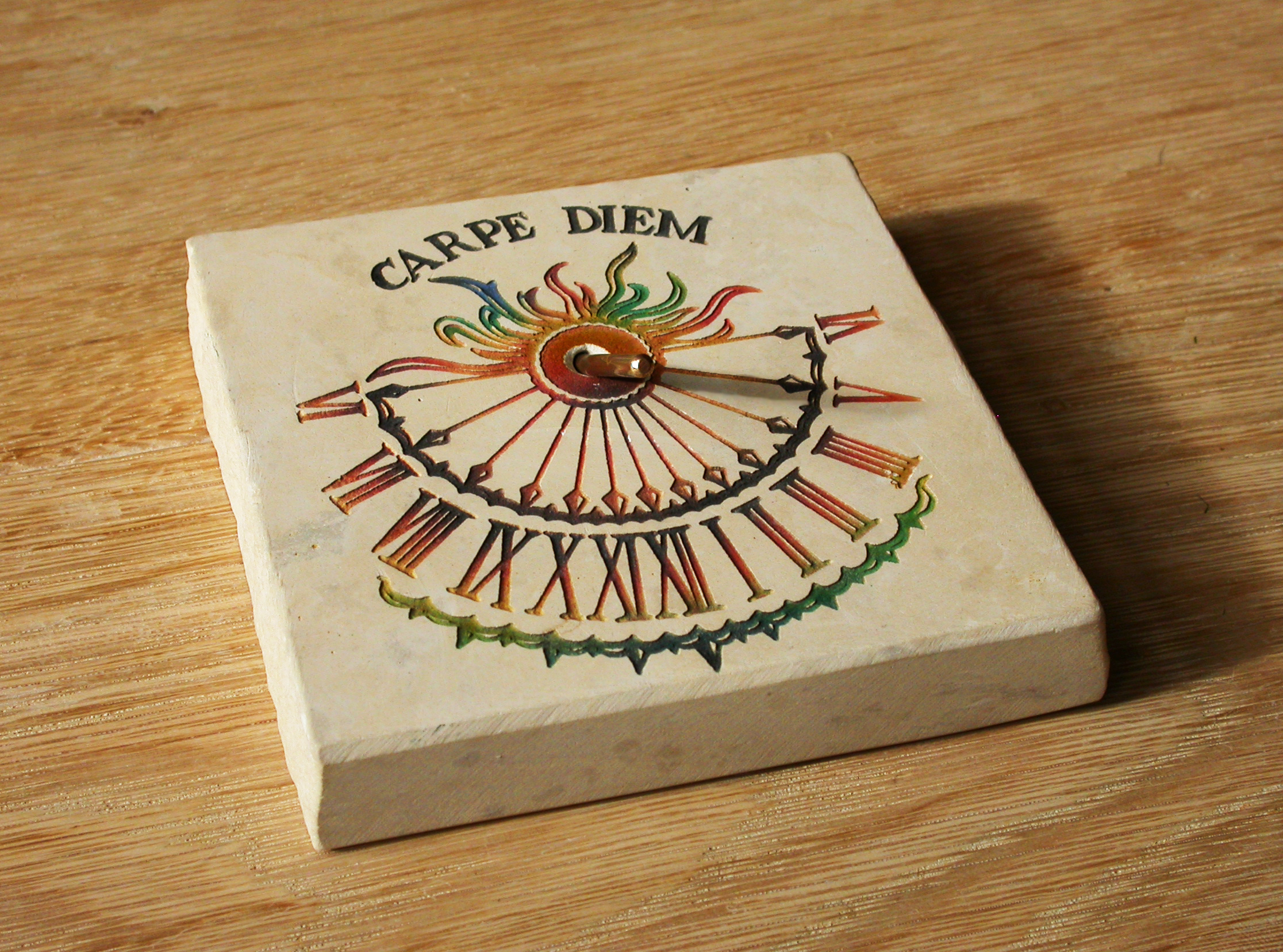
Carpe diem
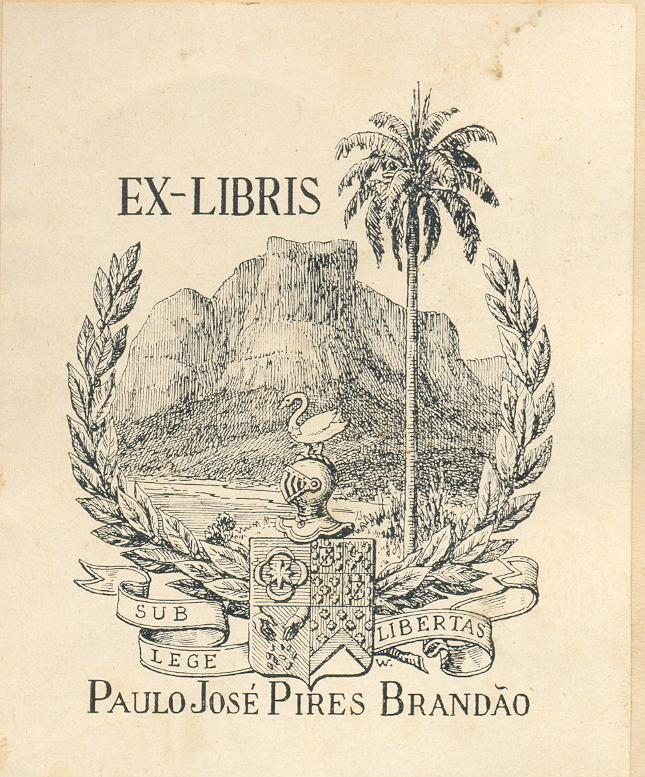
Exlibris
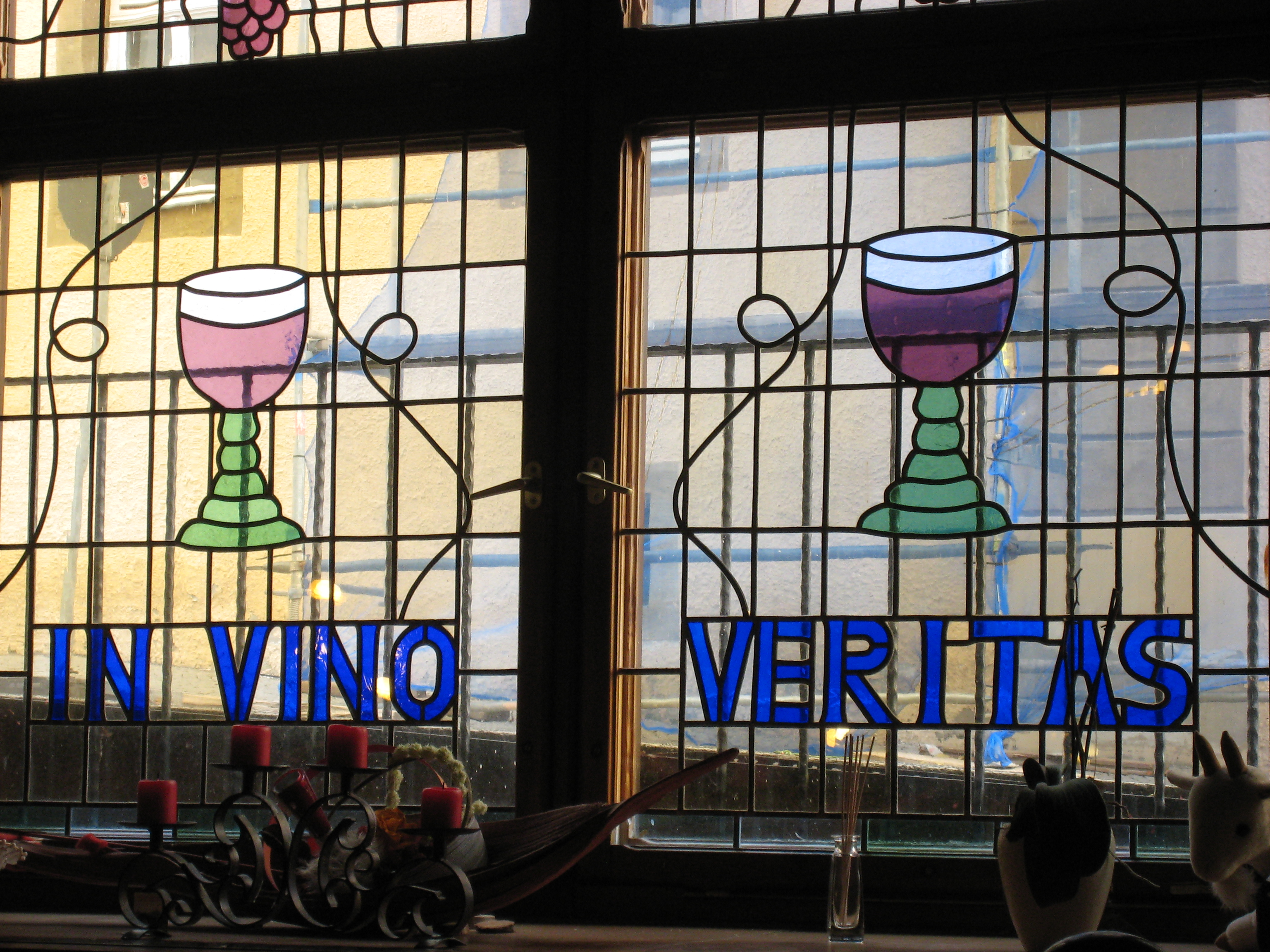
In vino veritas
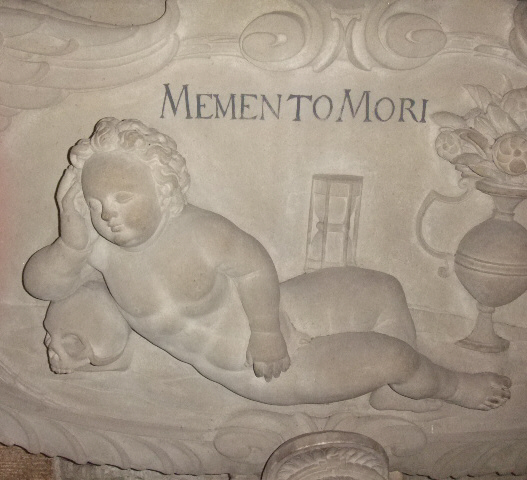
Memento mori
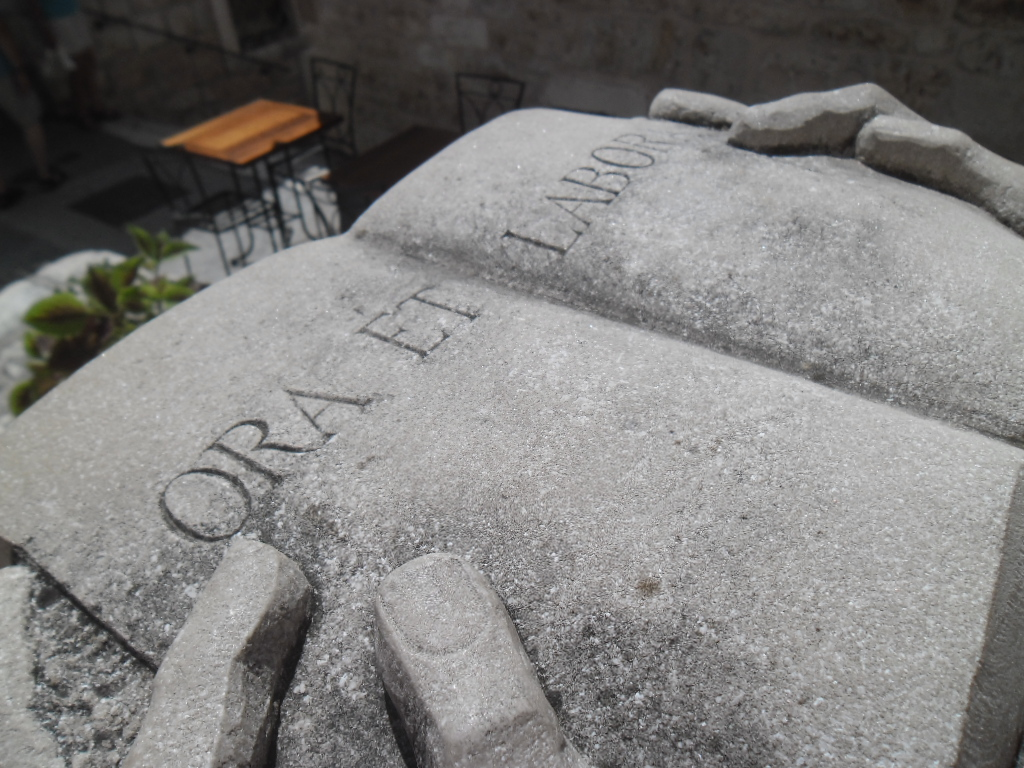
Ora et labora
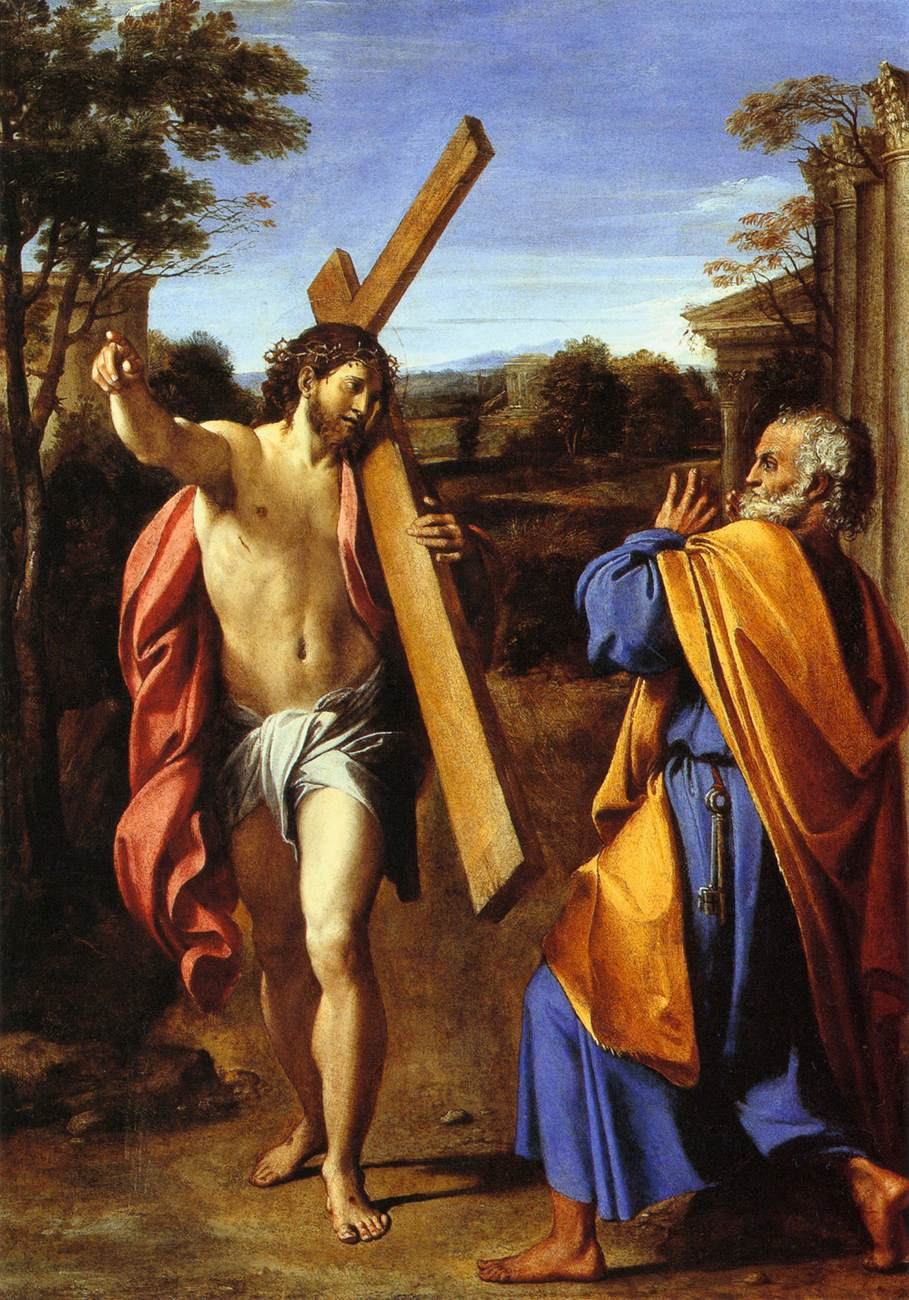
Quo vadis
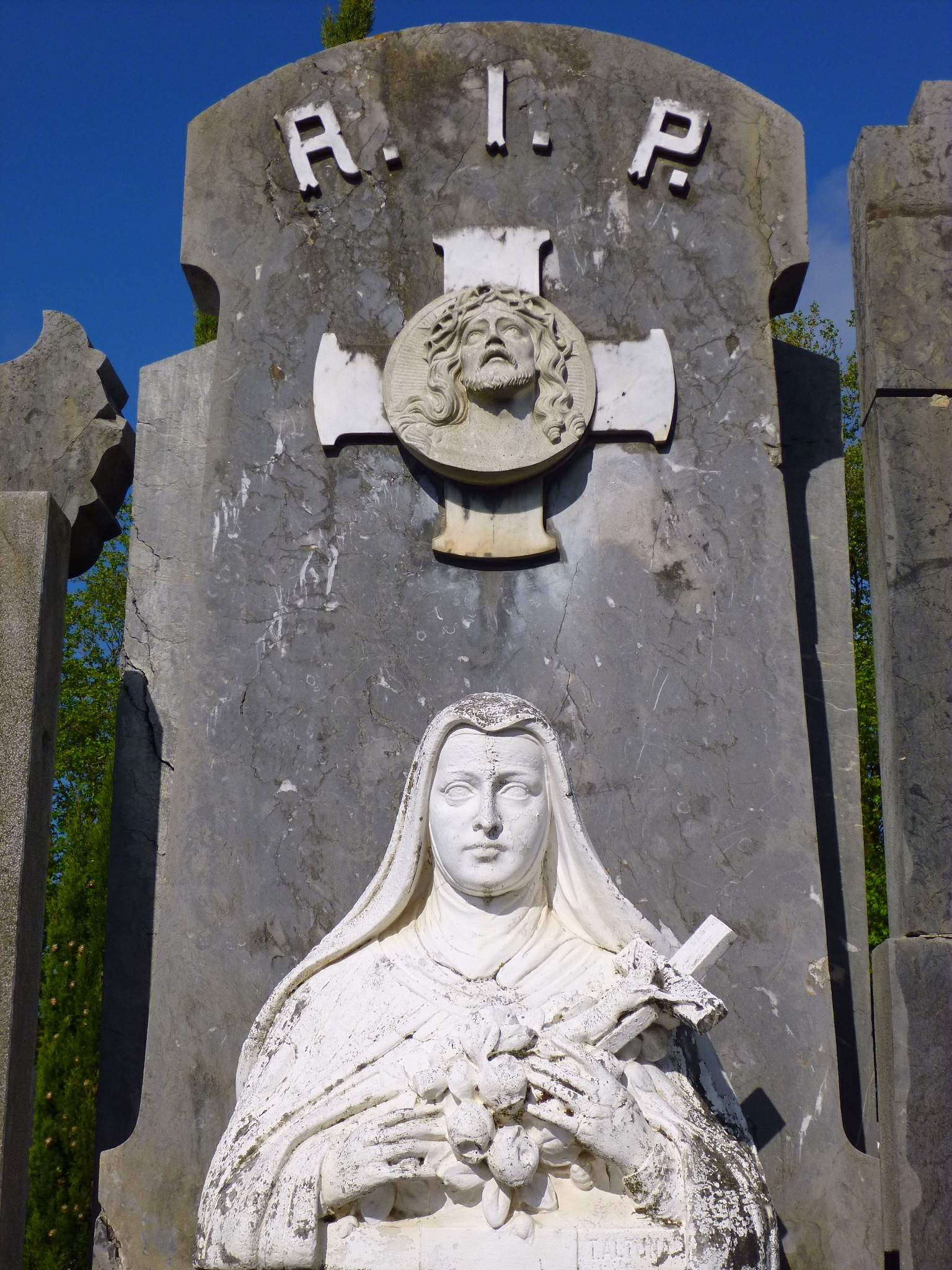
Requiescat in pace – R.I.P.
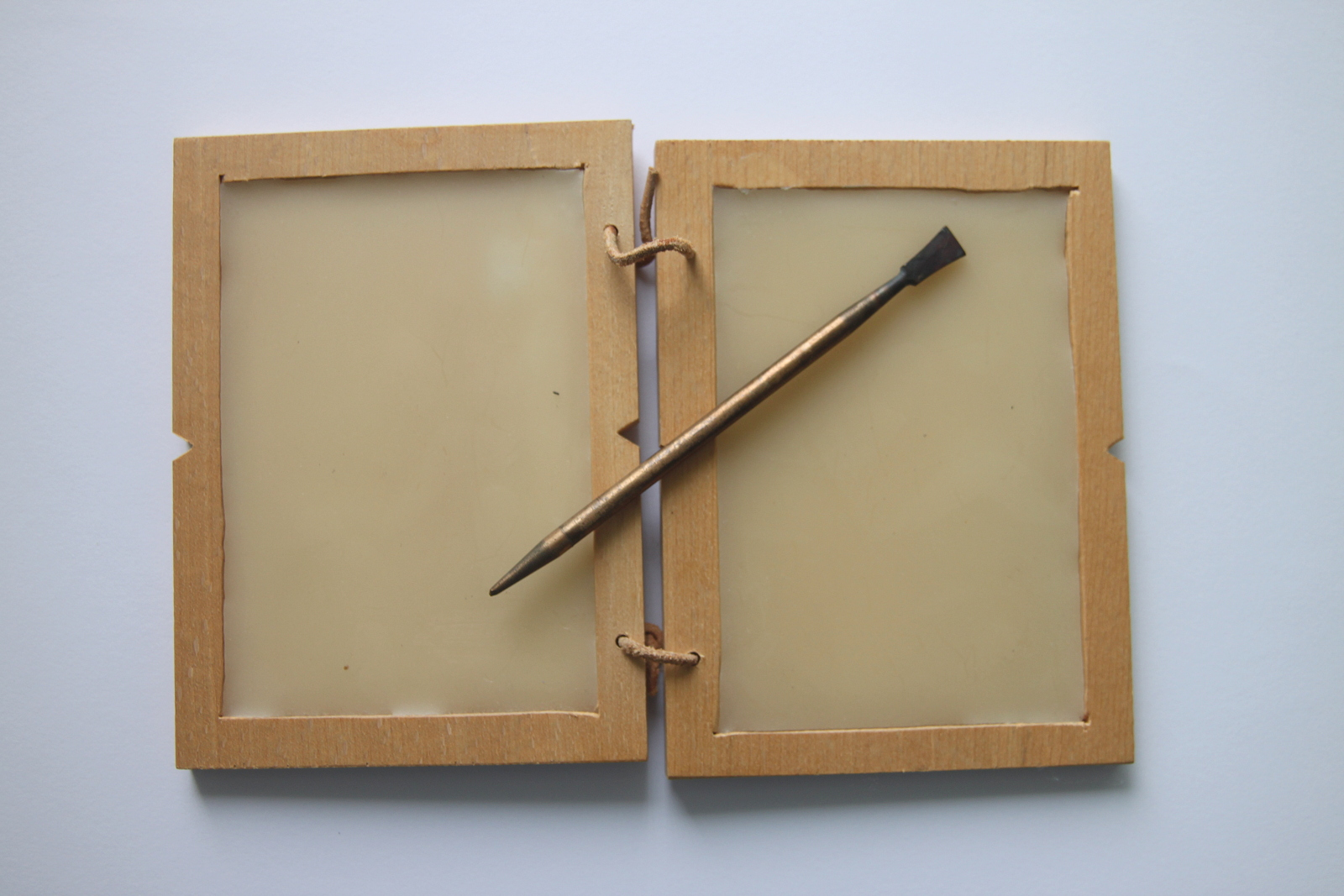
Tabula rasa
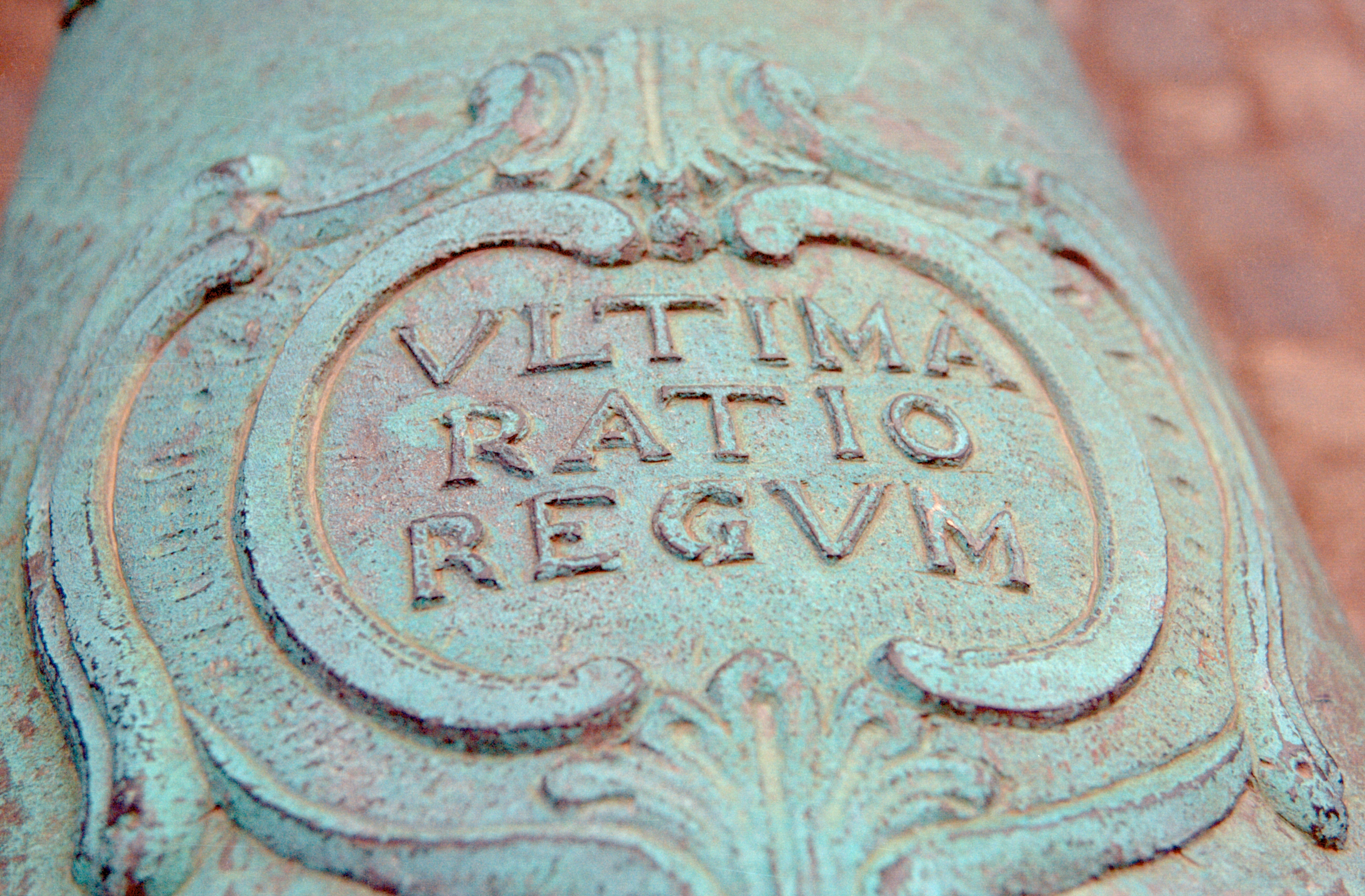
Ultima Ratio
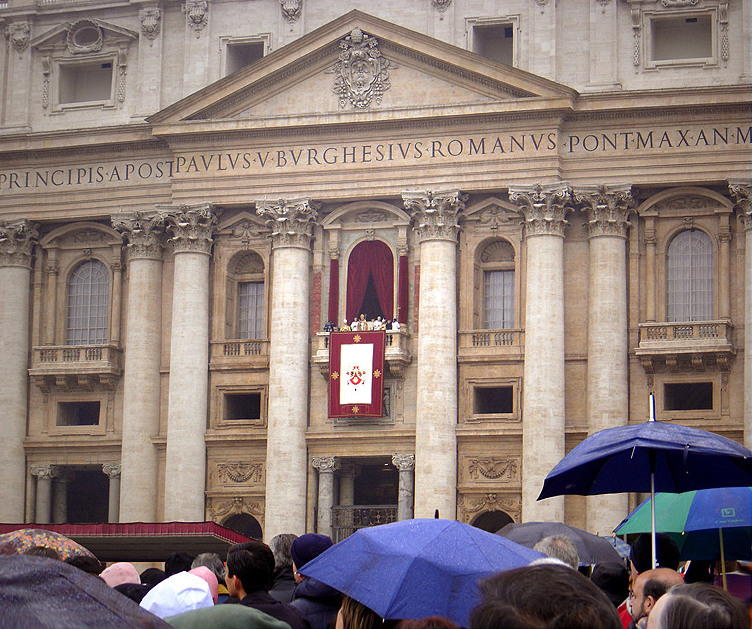
Urbi et orbi
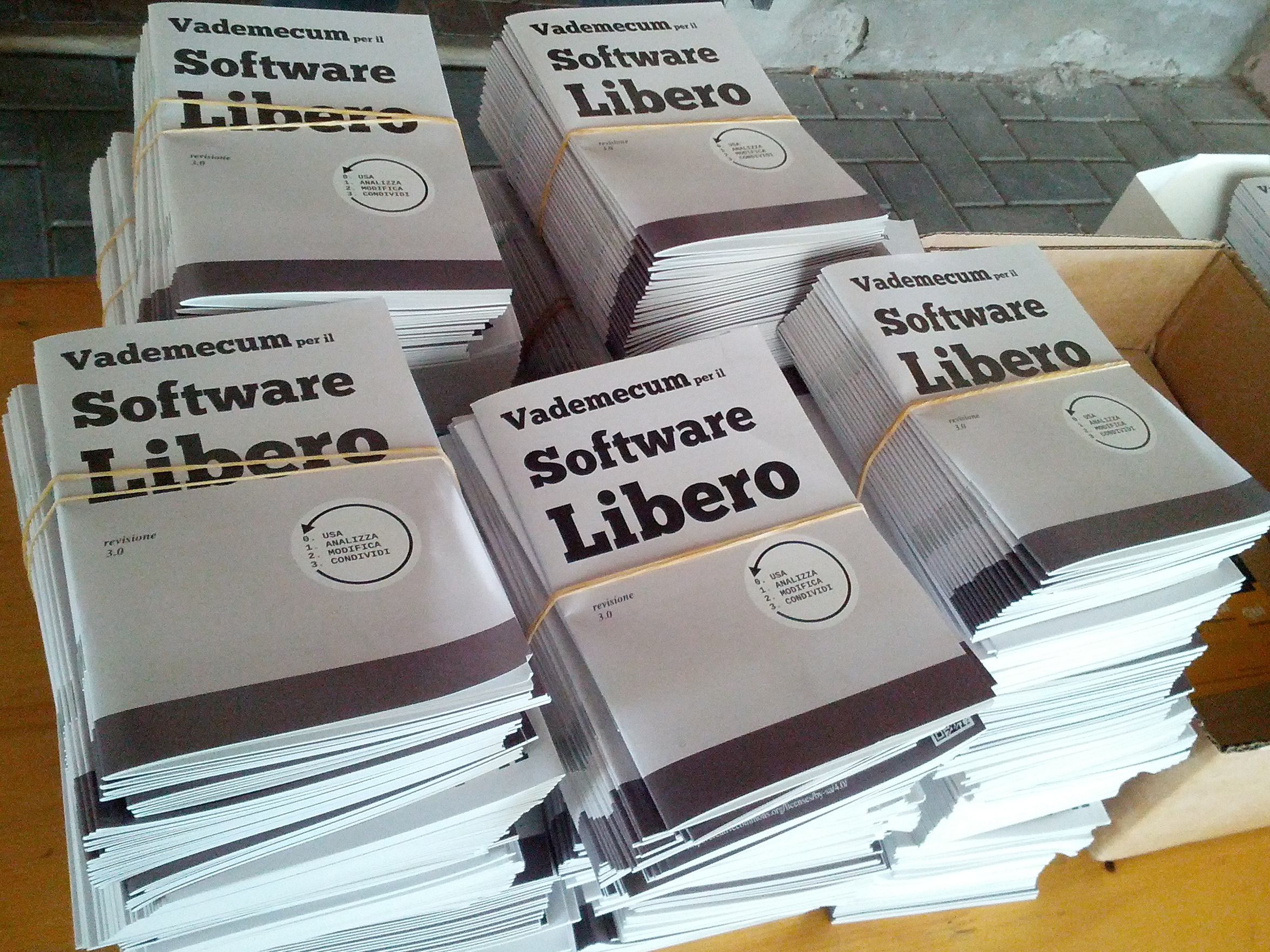
Vade mecum

Vieles ist schon in den folgenden Listen enthalten und braucht deshalb hier nicht mehr gesondert aufgeführt zu werden:
- Liste lateinischer Präfixe – Liste lateinischer Suffixe – Liste lateinischer Abkürzungen – Liste Lateinisch-Deutscher Verwandtschaftsbezeichnungen
- Lebendes Latein: Latein im Recht, Lateinische Zahlwörter, Nomenklatur (Anatomie)